# ماء الحياة
ماءُ الحياة ويُعرف في الداخل المغربي باسمِ مَاحْيَا هو مشروب كحولي مُقطَّر من التمر، أو التين.

## نظرة عامة
ماء الحياة (أو الماحيا في اللهجة المغربيّة) هو براندي يهودي سفاردي مقطر مصنوع من فواكه مختلفة مثل العناب والتين والتمر والعنب والنكهة مع اليانسون. يُترجم اسمه المشتق من اللغة العربية إلى "ماء الحياة". يعود أصله إلى المغرب، وله صلة تاريخية بالسكان اليهود المغاربة الذين أنتجوه قبل هجرتهم خلال النصف الأخير من القرن العشرين.
يمكن شرب ماء الحياة كمساعد للهضم أو خلطه مع مشروباتٍ أخرى واستخدامهِ ككوكتيل حيثُ يُخلط أحيانًا مع عصير الرمان أو حتّى ماء الورد، عدا عن شراب الزنجبيل أو عصير المانجو على سبيلِ المثال. يمكن أيضًا غمره بأوراق الشمر لتعزيز رائحة اليانسون. على الرغم من أن مصطلح "ماء الحياة" في المغرب يرتبط غالبًا بالكحول غير المشروع الذي يباع بشكل غير رسمي ويستهلك في الأحياء الفقيرة، إلا أنه لا يزال يحمل ارتباطًا تقليديًا بالجالية اليهودية في المغرب.